# Admir Kalender
Admir Kalender (* 12. Januar 2001) ist ein kroatischer Tennisspieler.

## Karriere
Kalender spielte bis 2019 auf der ITF Junior Tour. Dort konnte er mit Rang 50 seine höchste Notierung in der Jugend-Rangliste erreichen. Er war dort besonders im Doppel erfolgreich und gewann in Beaulieu-sur-Mer, Osaka, Berlin und Bradenton jeweils den Titeln bei wichtigen Turnieren.
Ab 2019 spielt Kalender auf der ITF Future Tour. Im Einzel gelangen ihm insgesamt nur zwei Siegen in seiner Karriere, wodurch er sich aber in der Tennisweltrangliste platzieren konnte. Im Doppel hat er mehr Erfolg. Nach einem Future-Halbfinale 2019 erreichte er 2021 sein erstes Endspiel auf diesem Niveau. Darüber hinaus erhielt Kalender in diesem Jahr je eine Wildcard für die ATP Challenger Tour in Lošinj sowie für die ATP Tour in Umag. Beim Challenger unterlag er zum Auftakt, während er in Umag mit seinem Partner Mili Poljičak in der ersten Runde gegen Pablo Cuevas und Fabrice Martin, die an zweiter Position gesetzt waren, zum Auftakt gewinnen konnte. In der zweiten Runde verloren sie dann knapp im Match-Tie-Break. 2022 erreichte Kalender ein weiteres Future-Finale. In der Weltrangliste steht er mit Platz 572 aktuell im Doppel auf seinem Karrierehoch.